# 羅蘭鎮區 (北達科他州博蒂諾縣)
羅蘭鎮區（英語：Roland Township）是位於美國北達科他州博蒂諾縣的一個鎮區。

## 地方資料
羅蘭鎮區的面積為113.84平方千米，當中陸地面積為98.83平方千米，而水域面積為15.01平方千米。根據2020年美國人口普查的數據，當地共有人口556人，而人口密度為每平方千米4.88人。